# Antonín Vahala
Antonín Vahala (5. ledna 1878 Palačov – 20. února 1955 Krásno nad Bečvou) byl český zvěrolékař a politik, meziválečný československý poslanec Národního shromáždění za Republikánskou stranu zemědělského a malorolnického lidu.

## Biografie
V letech 1919–1920 zasedal v Revolučním národním shromáždění, kam nastoupil po rezignaci Viktora Stoupala.
V parlamentních volbách v roce 1920 získal poslanecké křeslo v Národním shromáždění. Podle údajů k roku 1920 byl profesí rolníkem a zvěrolékařem v Krásnu.
Zemřel 20. února 1955.
Jeho bratr František Váhala (1881–1942) byl právníkem. Za druhé světové války působil v odboji. František měl syna Rastislava Váhalu (1910–1988), rovněž právníka (obhajoval Heliodora Píku).